# Triphosa dubia
Triphosa dubia är en fjärilsart som beskrevs av Brez 1791. Triphosa dubia ingår i släktet Triphosa och familjen mätare. Inga underarter finns listade i Catalogue of Life.